# Darfur (ER)
Darfur is de vijftiende aflevering van het twaalfde seizoen van de televisieserie ER, die voor het eerst werd uitgezonden op 2 maart 2006.

## Verhaal
Dr. Carter werkt momenteel in een vluchtelingenkamp in Soedan, daar moet hij honderden vluchtelingen helpen. Onder hen is een vrouw die gewelddadig verkracht is door een militie.
Dr. Clemente wordt nu door de politie verdacht voor de schietpartij waarin zijn vriendin Jodie levensgevaarlijk gewond raakte. Als hij weer aan het werk wil, wordt hij tegengehouden door dr. Kovac. Hij wil dat dr. Clemente eerst beoordeeld wordt door een geneeskunde commissie. Dan ontwaakt Jodie uit haar coma en vertelt ze aan de politie wat er werkelijk gebeurd is. Dit tot opluchting van dr. Clemente. 
Dr. Pratt en dr. Rasgotra behandelen een veertienjarige die aangereden is door een auto die daarna is doorgereden. Later ontdekt hij dat de doorgereden bestuurder een vriend van hem is, Darnell, die beschonken achter het stuur zat. Nu krijgt hij spijt dat hij hem laatst geholpen heeft met een alcoholtest (zie Split Decisions).

## Rolverdeling

### Hoofdrollen
- Goran Višnjić - Dr. Luka Kovac
- Maura Tierney - Dr. Abby Lockhart
- Mekhi Phifer - Dr. Gregory Pratt
- Parminder Nagra - Dr. Neela Rasgrota
- Scott Grimes - Dr. Archie Morris
- Laura Innes - Dr. Kerry Weaver
- Eamonn Walker - Dr. Stephen Dakarai
- John Leguizamo - Dr. Victor Clemente
- Dahlia Salem - Dr. Jessica Albright
- Noah Wyle - Dr. John Carter
- Deezer D - verpleger Malik McGrath
- Laura Cerón - verpleegster Chuny Marquez
- Brian Lester - ambulancemedewerker Brian Dumar
- Jordan Calloway - K.J. Thibeaux
- Hassan Johnson - Darnell Thibeaux
- Troy Evans - Frank Martin

### Gastrollen (selectie)
- Mary McCormack - Debbie
- Callie Thorne - Jodie Kenyon
- Shea Whigham - Bobby Kenyon
- Ned Bellamy - rechercheur
- Juanita Jennings - dokter ICU
- Jacob Urrutia - Jose Rodriguez
- Quanita Adams - Zahra
- Thomas Kariuki - Ishaak